# Northrop F-15 Reporter
Ne doit pas être confondu avec l'avion de chasse moderne McDonnell Douglas F-15 Eagle.
Pour les articles homonymes, voir F15.
Le Northrop F-15 Reporter (plus tard redésigné RF-61) était un avion de reconnaissance photographique américain non-armé des années 1940, produit par la Northrop Corporation. Basé sur le chasseur nocturne P-61 Black Widow du même constructeur, il fut le dernier avion de reconnaissance à moteurs à pistons conçu et produit pour l'US Air Force.
Bien qu'ayant été produit en quantités limitées, et avec une durée de service relativement courte, les photographies aériennes de la péninsule coréenne prises par le F-15 se montrèrent vitales en 1950, quand la Corée du Nord envahit la Corée du Sud.

## Conception et développement
Le F-15 Reporter fut créé quand les mitrailleuses furent retirés du XP-61E expérimental, la dernière version de chasse du P-61 Black Widow. Avec moins de six mois de temps de vol, le premier XP-61E fut ramené à l'atelier de modifications de Northrop, où il fut converti en un appareil non armé de reconnaissance photographique. Toutes les armes internes furent retirées, et un nouveau nez fut installé, capable de contenir un assortiment de caméras. L'avion, redésigné XF-15, vola pour la première fois le 3 juillet 1945, avec aux commandes le pilote d'essai de Northrop L. A. « Slim » Parrett. Un P-61C-1-NO (no 42-8335) fut également modifié aux standards XF-15 et reçut la désignation de XF-15A. Excepté les deux moteurs turbocompressés R-2800-C, il était identique au XF-15 et vola pour la première fois le 17 octobre 1945. Pour des raisons inconnues, Northrop sous-traita avec la Hughes Tool Company de Culver City en Californie, pour la fabrication du nez de l'avion. Le F-15A utilisait les ailes déjà existantes du P-61C (sans les aérofreins de combat), ainsi que ses moteurs et sections de queue, mais avec un tout nouveau fuselage plus effilé contenant un équipage de deux personnes sous une verrière continue en forme de bulle.
Conséquence des incessants problèmes de développement avec le XF-11 d'Howard Hughes le personnel des quartiers généraux de l'Army Air Force détermina un besoin immédiat pour 320 F-15 Reporters. Avant même le premier vol du XF-15, un contrat initial pour la production de 175 exemplaires fut signé, en juin 1945. À la suite des tests, il fut déterminé que le F-15 possédait des performances et des caractéristiques de vol similaires à celles du problématique XF-11, bien que le Reporter ne soit pas équipé de moteurs aussi puissants que celui-ci. De plus, il utilisait des éléments déjà existants. Ces considérations sonnèrent la fin de l'aventure pour le XF-11.
Le premier F-15A de production fut accepté en septembre 1946. Toutefois, le contrat fut brutalement annulé en 1947, peut-être parce que les performances de l'avion devenaient rapidement dépassées par celles des avions à réaction, et le dernier des seulement 36 exemplaires produits fut accepté par l'US Army Air Forces en avril 1947. Le dernier F-15 à avoir été produit (no 45-59335) fut produit en tant que F-15A-5-NO, qui différait des appareils du block 1 de production principalement par le fait qu'il disposait d'une nouvelle installation de caméras dans le nez. Il semblerait que cette modification ait en fait été appliquée aux vingt derniers exemplaires du F-15, car certains registres indiquent que ces appareils furent tous redésignés F-15A-5-NO,.

## Caractéristiques
Le F-15 possédait une nacelle centrale revue, avec le pilote et l'opérateur caméra installés en tandem sous une verrière en forme de bulle. Le premier XP-61E, duquel était issu le premier XF-15, avait une verrière qui s'articulait vers le côté, alors que tous les XF-15 suivants et les F-15 de production employaient une verrière coulissante vers l'arrière. Les six caméras de l'avion étaient installées dans un nez allongé, remplaçant les quatre mitrailleuses du XP-61E. Les F-15A de production étaient propulsés par les mêmes moteurs suralimentés R-2800-73 que le P-61C. L'avion avait une masse maximale au décollage de 14 580 kg et une vitesse maximale de 708 km/h à une altitude de 33 000 pieds (10 058 m). Finalement, seulement 36 des 175 F-15A commandés furent produits, et tous furent construits à partir d'avions initialement destinés à être produits comme P-61C
Le pilote était assis à l'avant, avec l'opérateur de reconnaissance derrière lui. L'occupant du siège arrière contrôlait les caméras et assurait la navigation de l'avion. Toutefois, le siège arrière du F-15A était équipé d'un ensemble de contrôles de vol rudimentaire, ce qui rendait possible pour l'opérateur de reconnaissance de relever le pilote si nécessaire. Les deux membres d'équipage étaient désignés pilotes et entraînés à la tâche de la reconnaissance, et ils alternaient habituellement leurs positions à chaque nouveau vol.

## Carrière opérationnelle

### Service au sein de l'US Air Force
Sur les 36 F-15A produits, neuf furent assignés à l'Air Material Command sur le continent américain, et les appareils restants furent regroupés en un unique escadron, le 8th Photographic Reconnaissance Squadron (en) (PRS), attaché au 35th Fighter Group au Japon. Les quatre premiers y furent expédiés par bateau, arrivant en mars 1947 à la Japan Air Material Area (JAMA), à Kisarazu, dans la préfecture de Chiba. Leur voyage n'avait pas été de tout repos, et trois des quatre appareils étaient dans un tel état qu'ils furent interdits de vol et ne purent servir qu'à fournir des pièces détachées.
Le 8th PRS fut non-opérationnel pendant environ un an, puis monta progressivement en puissance afin de servir pendant l'occupation américaine du Japon, participant au programme de cartographie après-guerre pendant lequel les plages, villages, réseaux routiers et centres culturels du Japon furent intensément photographiés, tâche qui incomba au F-15 et à la variante F-13 du B-29 Superfortress. Sous le commandement du Major Benjamin H. Albertson, le 8th PRS passa la majeure partie de l'été 1947 à se préparer à leurs futures missions, passant les mois de juin et juillet à la JAMA à aider à assembler les nouveaux F-15 arrivants. Les Captain Jarvis et Lieutenant Heistand furent les deux premiers pilotes sélectionnés pour revoler avec la première paire de Reporters à la fin du mois de juin. L'escadron passa la majeure partie du mois de juillet à tester en vol ses nouvelles machines. Quatre appareils supplémentaires arrivèrent en juillet, donnant à l'escadron 73 heures d'expérience avec le F-15. La première mission opérationnelle de l'unité se déroula également en juillet, avec le Captain Moore aux commandes. L'escadron perdit son premier F-15 en août, lorsqu'un pilote effectua un atterrissage très violent. L'avion était complètement perdu, mais le pilote parvint à s'en sortir. En septembre, le Lieutenant-Colonel Ben K. Armstrong devint l'officier commandant du 8e. Une force de seize avions fut finalement rassemblée en octobre, le même mois pendant lequel trois avions et leurs équipages furent envoyés à la base aérienne Itazuke, sur l'île japonaise de Kyūshū. Le détachement resta sur place jusqu'en décembre 1947, effectuant des missions de photographie aérienne durant de quatre à sept heures. En janvier 1948, un détachement de six F-15 fut envoyé à Clark Field, aux Philippines, afin d'assister le 5th Reconnaissance Group. Finalement, d'autres détachements de F-15 du 8th PRS furent dispersés vers les bases Itzake et Chitose pour des périodes variées. Le détachement de la 13th Air Force aux Philippines resta en place jusqu'au début du mois de septembre, avec des permutations d'équipes tous les trente jours.
La maintenance fut un problème pour les opérations du F-15 dès le départ. En janvier 1948, la flotte entière fut clouée au sol en raison d'une mauvaise météo et d'un manque de pièces détachées, en particulier les échangeurs de chaleur, qui s'étaient révélés fragiles et se fissuraient prématurément. À cause de ce manque d'échangeurs neufs, les pièces de remplacement durent être obtenues en les prélevant sur des F-15 en stockage à la JAMA. En février 1948, le problème des pièces détachées était devenu si critique que le 8th PRS disposait en moyenne de seulement deux avions opérationnels en permanence. La cannibalisation des avions à la fois endommagés ou en état de vol augmenta finalement un peu ce taux de disponibilité, mais l'unité ne parvint jamais à retrouver ses seize appareils opérationnels comme au début, n'atteignant qu'une fois quinze appareils en décembre 1948.
En avril 1948, le Major Russell E. Cheever prit le commandement de l'escadron. En août, l'unité fut redésignée « 8th Tactical Reconnaissance Squadron » (photo de nuit). De plus, suivant les directives du nouveau système de désignation des appareils militaires de l'US Air Force, le nom F-15A (« F » désignant « Photo » dans le système de l'USAAF) devint le « RF-61A », avec « R » pour « Reconnaissance » et « F » pour « Fighter » (chasseur). Cette nouvelle désignation causa immédiatement la confusion, à la fois parce que le F-15A n'était pas armé et n'avait à ce titre jamais été considéré comme un chasseur, mais également parce que le F-15A était désormais reclassifié comme P-61A à la fois par l'USAF et dans les registres des escadrons (alors que le P-61A existait déjà comme étant la première version du Black Widow original). La désignation de RF-61C fut appliquée plus tard, mais à ce moment, l'unité était officieusement revenue à l'appellation F-15A, et continua dans ce sens pendant la quasi-totalité du service opérationnel effectué avec cet avion.
Les opérations du F-15 prirent fin le 25 mars 1949, quand le 8th TRS fut transféré à la base aérienne de Yokota, sans son équipement ni son personnel. Sur cette base, il devint ensuite le 82nd Tactical Reconnaissance Squadron (en). Le 1er avril, le 82nd RS, qui était alors constitué de l'ancien personnel du 8th TRS et de ses F-15, fut désactivé, et tous les F-15 furent affectés au 35th Maintenance Squadron sur la base aérienne Johnson, pour sauvegarde ou autres dispositions.
Sur les neuf F-15A affectés à l'Air Material Command, plusieurs furent utilisés pendant une courte période par la garde nationale aérienne de la Pennsylvanie, avant qu'eux aussi soient envoyés à la destruction.

### Cartographie de la Corée
Pendant leur durée de service opérationnel, les F-15A, opérant la plupart de temps depuis des bases au Japon, furent responsables de la plupart des cartes aériennes utilisées au début de la guerre de Corée. Ces photographies se montrèrent extrêmement précieuses, et ce ne fut pas avant l'arrivée de la version de reconnaissance photo F7F-3P du Tigercat de la Navy, à la fin de l'année 1950, que des photos additionnelles de la péninsule purent être effectuées. Ces avions étaient de plus alors fortement exposés à la menace représentée par les MiG coréens.

### Usage civil
Quelques F-15A préservés furent offerts à des agences gouvernementales civiles, ou déclarés surplus et proposés à la vente sur le marché civil.
Un F-15A (no 45-59300) fut utilisé par le NACA à Moffett Field, en Californie, afin de tester quelques concepts primaires à ailes en flèche grâce au largage depuis une haute altitude de structures de test aérodynamiques réutilisables. Ce programme fut plus tard rejoint par le F-61C no 43-8330, emprunté à la Smithsonian Institution pour la durée des tests. Ces largages étaient effectués au-dessus de la base aérienne d'Edwards dans le désert des Mojaves, en Californie.

### Dernier vol
Étonnamment, le dernier exemplaire en état de vol de toute la production du P-61 était un très rare F-15A Reporter (RF-61C, no 45-59300), le premier Reporter de série à avoir été produit. Sa fabrication avait été achevée le 15 mai 1946, et il servit au sein de l'US Army Air Forces, puis de l'US Air Force, jusqu'au 6 février 1948, lorsqu'il fut réaffecté à l'Ames Aeronautical Laboratory à Moffett Field, en Californie. Il y fut modifié pour servir de véhicule de lancement pour des maquettes d'appareil expérimentaux largués en altitude. Il servit dans ce rôle jusqu'en 1953, lorsqu'il fut remplacé par un énorme tunnel aérodynamique utilisé pour les mêmes essais.
En avril 1955, le F-15 fut déclaré comme surplus en même temps qu'un F-61C (no 43.8357) servant de banque de pièces détachées. Le F-15 fut revendu, en même temps que le F-61 « en pièces », à la société Steward-Davis Incorporated, de Gardena, en Californie, et reçut le numéro d'enregistrement civil N5093V. Invendable, le P-61C fut envoyé à la ferraille en 1957. Steward-Davis effectua plusieurs modifications sur le F-15 pour le rendre adapté à un rôle de surveillance aérienne, telles que le changement de la verrière d'origine par un modèle de T-33 et l'installation de deux hélices prélevées sur un P-61 plus âgé. L'avion fut vendu en septembre 1956 à la Compania Mexicana Aerofoto S. A., de Mexico, et reçut le numéro de registre mexicain XB-FUJ. À Mexico, le Reporter fut utilisé pour des missions de surveillance aérienne, le rôle principal pour lequel l'appareil fut conçu à l'origine. En janvier 1964, il fut racheté par Aero Enterprises Inc., de Willets, en Californie, et renvoyé aux États-Unis, portant alors le numéro de registre civil N9768Z. Le réservoir de fuselage et les échangeurs des turbocompresseurs furent retirés, et l'avion fut équipé avec un réservoir de produits chimiques de 6 056 litres pour la lutte contre les incendies. Il fut ensuite acheté par Cal-Nat à Fresno, en Californie à la fin de l'année 1964, qui l'utilisa comme avion bombardier d'eau pour les trois ans et demi qui suivirent. En mars 1968, le F-15 fut acheté par TBM, Inc., une compagnie de lutte aérienne contre les incendies située à Tulare, toujours en Californie (le nom de la compagnie représentait le TBM Avenger, leur principal appareil). Cette compagnie effectua des modifications supplémentaires à l'avion pour améliorer ses performances, incluant les essais de plusieurs types d'hélices, avant d'arrêter son choix sur des modèles Curtiss Electric type 34 prises sur une version tardive du Lockheed Constellation.
Le 6 septembre 1968, Ralph Ponte, l'un des trois pilotes civils à posséder une licence pour le F-15, était en train d'effectuer une série de largages de « Phos-Chek » (un retardant) sur un incendie violent près de Hollister. Dans une tentative de réduire son temps de trajet entre deux largages, Ponte opta pour un rechargement en produits retardants sur un petit aérodrome assez proche de la zone du sinistre. La piste était plus courte que celle utilisée habituellement à Fresno, et malgré le fait que Ponte ait réduit sa charge, l'air chaud provenant de l'incendie tout-proche réduisit la pression atmosphérique sur l'aérodrome, ce qui diminua la puissance produite par les moteurs et la portance créée par les ailes, l'avion se retrouvant alors en surcharge, compte tenu des conditions extérieures défavorables. Même à pleine puissance, le Reporter ne put pas effectuer sa rotation avant d'avoir passé le marqueur placé à 1 067 m, et Ponte décida rapidement d'annuler son décollage. Il fit tout son possible pour contrôler l'avion lancé à pleine vitesse, mais le Reporter dépassa le bout de la piste et traversa la végétation, avant de heurter un petit talus qui déforma le train d'atterrissage. L'avion glissa ensuite sur le côté, se cassa et prit feu. Ponte sauta à travers la verrière brisée et ne fut pas blessé, tandis-qu'un TBM Avenger de la même société largua sa charge de retardant sur les deux moteurs de l'avion, sauvant probablement au passage la vie de Ponte. Le F-15, bien que relativement intact, fut déclaré trop endommagé pour être réparé, et fut rapidement envoyé à la casse. Cet événement fut le dernier acte de la carrière de l'un des concepts les plus réussis du constructeur Northrop.

## Versions

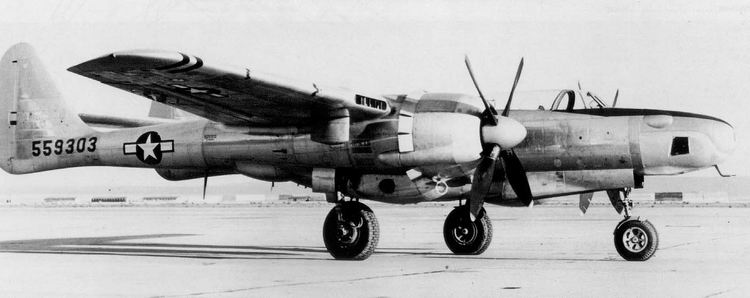
F-15A.

- XF-15 : Premier prototype, obtenu par la conversion du premier XP-61E ;
- XF-15A : Deuxième prototype, obtenu par la conversion d'un P-61C (le no 43-8335) ;
- F-15A Reporter : Version de reconnaissance photo avec une nouvelle nacelle centrale contenant un pilote et un opérateur caméras installés en tandem sous une verrière unique en forme de bulle. Il était doté de six caméras, installées dans le nez à la place du radar. Il était propulsé par les mêmes moteurs R-2800-73 turbocompressés que le P-61C. L'appareil avait une masse au décollage de 14 580 kg et une vitesse maximale de 708 km/h. Seulement 36 des 175 F-15A commandés furent produits avant la fin de la guerre. Après la formation de l'US Air Force, en 1947, le F-15A fut renommé RF-61C. Cet avion fut responsable de la plupart des cartes aériennes établies et utilisées au début de la guerre de Corée[4] ;
- RF-61C Reporter : Désignation USAF du F-15C à partir de 1948.

## Utilisateurs
États-Unis
- United States Air Force :
  - Alaskan Air Command :
    - 449th Fighter Squadron (All Weather) (en). Formé de l'équipement et du personnel du 415th Night Fighter Squadron (en) à l'aéroport Adak (en), dans les Îles Aléoutiennes, en Alaska, le 1er septembre 1947. Plus tard converti au F-82 Twin Mustang, au milieu de l'année 1948 ;
    - 8th Photographic Reconnaissance Squadron. Cet escadron utilisa le F-15A (RF-61C) Reporter de 1947 à 1949 depuis la base aérienne Johnson, au Japon. Les avions furent réassignés au 82d Tactical Reconnaissance Squadron jusqu'à sa désactivation le 1er avril 1949.

  - Continental Air Forces :
    - 57th Reconnaissance Squadron (en) et 58th Reconnaissance Squadron (en). Ces escadrons effectuèrent de l'entraînement à la reconnaissance météorologique à la base de Rapid City AAF, dans le Dakota du Sud, de juillet 1945 à janvier 1946.

### Magazines
- (en) Bob Johnson, « Seeing Eye Widow », Scale Modeler, vol. 11, no 2,‎ février 1976, p. 30–44.